# 45–89 (singel)
„45–89” – singel wydany w 1990 roku przez wydawnictwo Arston. Był to egzemplarz promocyjny przeznaczony wyłącznie dla prezenterów dyskotek. Zawierał dwa utwory: jeden warszawskiej grupy Kult drugi grupy Mr Cox.

## Lista utworów
Strona A:
1. Kult – 45–89

- muzyka: Kult
- słowa: Kazik Staszewski

Strona B:
1. Mr Cox – „We Want to Be Ourselves"